# Jarče Polje
 Jarče Polje  falu Horvátországban Károlyváros megyében. Közigazgatásilag Netretićhez tartozik.

## Fekvése
Károlyvárostól 13 km-re délnyugatra, községközpontjától  7 km-re délre, a Dobra bal partján fekszik.

## Története
1857-ben 307, 1910-ben 279 lakosa volt. A település a trianoni békeszerződésig Zágráb vármegye Károlyvárosi járásához tartozott. 2011-ben 125 lakosa volt.

## Lakosság
| Lakosság változása | Lakosság változása | Lakosság változása | Lakosság változása | Lakosság változása | Lakosság változása | Lakosság változása | Lakosság változása | Lakosság változása | Lakosság változása | Lakosság változása | Lakosság változása | Lakosság változása | Lakosság változása | Lakosság változása | Lakosság változása |
| ------------------ | ------------------ | ------------------ | ------------------ | ------------------ | ------------------ | ------------------ | ------------------ | ------------------ | ------------------ | ------------------ | ------------------ | ------------------ | ------------------ | ------------------ | ------------------ |
| 1857               | 1869               | 1880               | 1890               | 1900               | 1910               | 1921               | 1931               | 1948               | 1953               | 1961               | 1971               | 1981               | 1991               | 2001               | 2011               |
| 307                | 316                | 336                | 296                | 293                | 279                | 280                | 308                | 375                | 386                | 336                | 258                | 255                | 270                | 165                | 125                |